# Gunung Alue Kliet
Gunung Alue Kliet är ett berg i Indonesien.   Det ligger i provinsen Aceh, i den västra delen av landet, 1 600 km nordväst om huvudstaden Jakarta. Toppen på Gunung Alue Kliet är 326 meter över havet, eller 136 meter över den omgivande terrängen. Bredden vid basen är 5,1 km.
Terrängen runt Gunung Alue Kliet är varierad.Runt Gunung Alue Kliet är det ganska glesbefolkat, med 34 invånare per kvadratkilometer. I omgivningarna runt Gunung Alue Kliet växer i huvudsak städsegrön lövskog.